# 浅見光彦シリーズ
浅見光彦シリーズ（あさみみつひこシリーズ）は、内田康夫の推理小説のシリーズ及び、それを原作としたドラマ・映画・漫画作品。主人公はルポライターの浅見光彦。

## テレビドラマ

### 日本テレビ版
1987年から1990年に水谷豊主演で、日本テレビ系の「火曜サスペンス劇場」にて『浅見光彦ミステリー』（日本テレビ・近代映画協会製作）として8作品が放送された。

### TBS版
1994年からTBS系の月曜21時の2時間ドラマ枠（「月曜ドラマスペシャル」〈1989年 - 2001年〉、「月曜ミステリー劇場」〈2001年 - 2006年〉、「月曜ゴールデン」〈2006年 - 2016年〉）にて『内田康夫サスペンス 浅見光彦シリーズ』（TBS・テレパック製作）として放送されている。2017年からは『内田康夫サスペンス 新・浅見光彦シリーズ』と改題（「月曜名作劇場」枠）。
- 辰巳琢郎主演作品は、第1作から第13作までの13作品（1994年 - 2000年）。
- 沢村一樹主演作品は、第14作から第31作までの18作品（2000年 - 2012年）。
  - 沢村一樹主演作品は、2009年に「水曜劇場」枠で『浅見光彦〜最終章〜』の番組名で連続ドラマ化された。
- 速水もこみち主演作品は、第32作から第35作までの4作品（2013年 - 2016年）。
- 平岡祐太主演作品は、「新・浅見光彦シリーズ」第1作から新5作までの5作品（2017年 - 2019年）。

### フジテレビ版
1995年からフジテレビ系の金曜21時の2時間ドラマ枠（「金曜エンタテイメント」〈1993年 - 2006年〉、「金曜プレステージ」〈2006年 - 2014年〉、「赤と黒のゲキジョー」〈2014年 -2015年 〉、「金曜プレミアム」〈2015年 - 〉）にて『内田康夫サスペンス 浅見光彦シリーズ』（フジテレビ・彩の会・東映製作）として放送されている。
- 榎木孝明主演作品は、第1作から第14作までの14作品（1995年 - 2002年）。
- 中村俊介主演作品は、第15作から第53作までの39作品（2003年 - 2018年）。

### テレビ東京版
2022年にテレビ東京系で岩田剛典の主演で内田康夫サスペンス 浅見光彦 『軽井沢殺人事件』が放送された。

### 単発作品
1982年にTBS系の「ザ・サスペンス」にて、国広富之主演で『後鳥羽伝説殺人事件』（TBS・大映テレビ版）が放送された。
1986年にテレビ朝日系の「土曜ワイド劇場」にて、篠田三郎主演で『小樽殺人事件』が放送された。
2002年に日本テレビ系で「火曜サスペンス劇場」20周年特別企画として、高嶋政伸主演で『貴賓室の怪人』が放送された。

## 映画
市川崑監督、榎木孝明主演の映画。1991年3月16日公開。東映配給。

## コミック
内田康夫原著の浅見光彦シリーズは角川書店、実業之日本社、秋田書店（サスペリアミステリー）、ぶんか社(まんが このミステリーが面白い!)からコミック化されている。

### 実業之日本社版
| 巻数 | 発売日         | タイトル                       | イラスト                       | 原作                                                   | ISBN                   |
| ---- | -------------- | ------------------------------ | ------------------------------ | ------------------------------------------------------ | ---------------------- |
| 1    | 2006年11月18日 | 浅見光彦ミステリースペシャル   | 中邑冴 稜敦水                  | 『黄金の石橋』 『耳なし芳一からの手紙』                | ISBN 978-4-40-817033-6 |
| 2    | 2007年11月29日 | 浅見光彦ミステリースペシャル2  | 羽柴麟 中西ゆか                | 『氷雪の殺人』 『朝日殺人事件』                        | ISBN 978-4-40-817093-0 |
| 3    | 2008年01月29日 | 浅見光彦ミステリースペシャル3  | 稜敦水 日下部拓海              | 『十三の冥府』 『鏡の女』                              | ISBN 978-4-40-817105-0 |
| 4    | 11月29日       | 浅見光彦ミステリースペシャル4  | 中邑冴 春日かおる              | 『三州吉良殺人事件』 『日蓮伝説殺人事件』              | ISBN 978-4-40-817148-7 |
| 5    | 2009年04月07日 | 浅見光彦ミステリースペシャル5  | 千村青 中西ゆか                | 『赤い雲伝説殺人事件』 『歌枕殺人事件』                | ISBN 978-4-40-817179-1 |
| 6    | 8月19日        | 浅見光彦ミステリースペシャル6  | 日下部拓海 千村青 羽柴麟       | 『幸福の手紙』 『しまなみ幻想』 『透明な鏡』           | ISBN 978-4-40-817206-4 |
| 7    | 2010年02月06日 | 浅見光彦ミステリースペシャル7  | 中邑冴 苑場凌                  | 『秋田殺人事件』 『皇女の霊柩』                        | ISBN 978-4-40-817233-0 |
| 8    | 6月30日        | 浅見光彦ミステリースペシャル8  | 千村青 春日かおる              | 『天城峠殺人事件』 『鄙の記憶』                        | ISBN 978-4-40-817258-3 |
| 9    | 10月29日       | 浅見光彦ミステリースペシャル9  | たのまゆうむ 苑場凌            | 『佐用姫伝説殺人事件』 『贄門島』                      | ISBN 978-4-40-817280-4 |
| 10   | 2011年03月07日 | 浅見光彦ミステリースペシャル10 | 稜敦水 中西ゆか                | 『美濃路殺人事件』 『崇徳伝説殺人事件』                | ISBN 978-4-40-817307-8 |
| 11   | 9月29日        | 浅見光彦ミステリースペシャル11 | 日下部拓海 千村青              | 『竹人形殺人事件』 『津和野殺人事件』                  | ISBN 978-4-40-817341-2 |
| 12   | 2012年03月29日 | 浅見光彦ミステリースペシャル12 | 羽柴麟 苑場凌                  | 『記憶の中の殺人』 『高千穂伝説殺人事件』              | ISBN 978-4-40-817375-7 |
| 13   | 4月26日        | 浅見光彦ミステリースペシャル13 | 沢音千尋 中西ゆか              | 『平城山を越えた女』 『漂泊の楽人』                    | ISBN 978-4-40-817388-7 |
| 14   | 11月7日        | 浅見光彦ミステリースペシャル14 | 稜敦水 たのまゆうむ 中邑冴     | 『砂冥宮』 『地下鉄の鏡』 『城崎殺人事件』             | ISBN 978-4-40-817417-4 |
| 15   | 2013年02月26日 | 浅見光彦ミステリースペシャル15 | 千村青 日下部拓海 榎本由美     | 『鬼首殺人事件』 『逃げろ光彦』 『鳥取雛送り殺人事件』 | ISBN 978-4-40-817435-8 |
| 16   | 6月29日        | 浅見光彦ミステリースペシャル16 | 稜敦水 たむら純子              | 『斎王の葬列』 『御堂筋殺人事件』                      | ISBN 978-4-40-817452-5 |
| 17   | 10月29日       | 浅見光彦ミステリースペシャル17 | 千村青 黒川晋                  | 『「紅藍の女」殺人事件』 『鞆の浦殺人事件』            | ISBN 978-4-40-817471-6 |
| 18   | 2014年04月28日 | 浅見光彦ミステリースペシャル18 | たのまゆうむ たむら純子        | 『イーハトーブの幽霊』 『還らざる道』                  | ISBN 978-4-40-817492-1 |
| 19   | 7月9日         | 浅見光彦ミステリースペシャル19 | 沢音千尋 稜敦水                | 『若狭殺人事件』 『藍色回廊殺人事件』                  | ISBN 978-4-40-817505-8 |
| 20   | 10月29日       | 浅見光彦ミステリースペシャル20 | 黒川晋 千村青                  | 『姫島殺人事件』 『薔薇の殺人』                        | ISBN 978-4-40-817514-0 |
| 21   | 2015年03月28日 | 浅見光彦ミステリースペシャル21 | 沢音千尋 鞠之子                | 『白鳥殺人事件』 『小樽殺人事件』                      | ISBN 978-4-40-817528-7 |
| 22   | 9月28日        | 浅見光彦ミステリースペシャル22 | たのまゆうむ 中西ゆか 大竹とも | 『風の盆幻想』 『琥珀の道殺人事件』 『他殺の効用』     | ISBN 978-4-40-817545-4 |
| 23   | 11月28日       | 浅見光彦ミステリースペシャル23 | 苑場凌 太田美香                | 『汚れちまった道』 『讃岐路殺人事件』                  | ISBN 978-4-40-817550-8 |
| 24   | 2016年06月9日  | 浅見光彦ミステリースペシャル24 | 稜敦水 たのまゆうむ            | 『萩殺人事件』 『隅田川殺人事件』                      | ISBN 978-4-408-17564-5 |
| 25   | 11月24日       | 浅見光彦ミステリースペシャル25 | 鞠之子 稜敦水                  | 『坊っちゃん殺人事件』 『美濃路殺人事件』              | ISBN 978-4408175751    |

### 秋田サスペリア版
| 発売日        | タイトル                              | イラスト     | ISBN                   |
| ------------- | ------------------------------------- | ------------ | ---------------------- |
| 1999年8月26日 | 風葬の城                              | 長尾文子     | ISBN 978-4-25-318444-1 |
| 2000年9月25日 | 博多殺人事件                          | 市東亮子     | ISBN 978-4-25-318454-0 |
| 2001年1月05日 | 浅見光彦殺人事件                      | 月嶋つぐ美   | ISBN 978-4-25-318458-8 |
| 2002年4月30日 | 恐山殺人事件                          | ひたか良     | ISBN 978-4-25-318487-8 |
| 5月10日       | 長崎殺人事件                          | たまいまきこ | ISBN 978-4-25-318440-3 |
| 9月01日       | 上野谷中殺人事件 （『鏡の女』も収録） | えぐちゆう   | ISBN 978-4-25-318489-2 |
| 12月05日      | 薔薇の殺人                            | 鳥羽笙子     | ISBN 978-4-25-318491-5 |
| 2003年3月20日 | 終幕のない殺人                        | 秋乃茉莉     | ISBN 978-4-25-318493-9 |
| 6月30日       | 琵琶湖周航殺人歌                      | 時友美如     | ISBN 978-4-25-318495-3 |

## ゲーム
ニンテンドーDS用ゲームソフト『内田康夫DSミステリー 名探偵・浅見光彦シリーズ「副都心連続殺人事件」』が2009年2月26日に発売。